# Antonija Mišura
Antonija Mišura, née le 19 mai 1988 à Šibenik, est une joueuse de basket-ball féminin. Elle est internationale croate. Elle est désignée plus belle athlète féminine des Jeux olympiques de Londres.

## Biographie
Internationale croate depuis 2009, année où elle remporte les jeux méditerranéens, elle termine à la cinquième place du Championnat d'Europe 2011 après une défaite en quarts de finale face à la République tchèque, compétition où elle termine avec des statistiques de 4,8 points, 2,1 rebonds et 1,3 passe. Cette place permet à la Croatie de disputer le tournoi préolympique en juin 2012 où elle obtient sa qualification pour les jeux olympiques de Londres.
En 2012-2013, elle inscrit en moyenne 18,5 points, 4 rebonds et 4,7 passes décisives dans le championnat croate avec ŽKK Šibenik, puis signe pour la saison suivante, pour trois ans, en LFB à Toulouse,.
Toulouse finit huitième avec une équipe jeune où Mišura (11,6 points avec une adresse de 44,9 % à deux points, 2,4 rebonds et 1,3 passe décisive de moyenne pour 8,1 d’évaluation) annonce signer pour une saison supplémentaire. Malgré une blessure à huit journées de la fin de sa seconde saison, le club annonce en avril 2015 sa prolongation pour une année complémentaire.
Mal remise de sa blessure, elle doit renoncer au Championnat d'Europe 2015.
Après la relégation de Toulouse en division 2, elle annonce son transfert en Turquie à Samsun dans le club de Canik Belediyespor.
Antonija Mišura Sandrić a rejoint depuis cette saison(2017-2018),le club de CCC Polkowice Basket en Pologne.
Antonija Misura vient de s'engager dans le club de Lulea basket club en Suède pour l'année 2019.